# San Jerónimo de Sauces
San Jerónimo de Sauces är en ort i Mexiko.   Den ligger i kommunen Sombrerete och delstaten Zacatecas, i den centrala delen av landet, 700 km nordväst om huvudstaden Mexico City. San Jerónimo de Sauces ligger 2 071 meter över havet och antalet invånare är 152.
Terrängen runt San Jerónimo de Sauces är kuperad åt nordväst, men åt sydost är den platt. San Jerónimo de Sauces ligger nere i en dal. Runt San Jerónimo de Sauces är det glesbefolkat, med 16 invånare per kvadratkilometer. Närmaste större samhälle är Sombrerete, 17,2 km nordost om San Jerónimo de Sauces. Omgivningarna runt San Jerónimo de Sauces är i huvudsak ett öppet busklandskap.